# Quyền LGBT ở Bắc Macedonia
Quyền đồng tính nữ, đồng tính nam, song tính và chuyển giới (tiếng Macedonia: лезбејки, геј мажи, бисексуални и трансродни; tiếng Albania: lezbike, gej, biseksuale dhe transgjinore) ở Cộng hòa Bắc Macedonia có thể phải đối mặt với những thách thức pháp lý mà những người không phải LGBT không gặp phải. Cả hai hoạt động tình dục đồng giới nam và nữ đều hợp pháp ở Bắc Macedonia từ năm 1996 và nước này cấm phân biệt đối xử với lý do xu hướng tính dục và bản dạng giới tính kể từ năm 2019, nhưng các cặp vợ chồng và hộ gia đình đồng giới do các cặp đồng giới đứng đầu không đủ điều kiện để có sự bảo vệ pháp lý giống nhau đối với các cặp vợ chồng khác giới.

## Tính hợp pháp của hoạt động tình dục đồng giới
Đồng tính luyến ái bị đặt ra ngoài vòng pháp luật ở Bắc Macedonia cho đến năm 1996, khi đất nước hợp pháp hóa quan hệ tình dục giữa những người cùng giới như một điều kiện để trở thành thành viên của Hội đồng Châu Âu.

## Công nhận mối quan hệ đồng giới
Không có sự công nhận hợp pháp của các cặp đồng giới. Luật gia đình định nghĩa hôn nhân là "sự kết hợp giữa nam và nữ".
Vào tháng 9 năm 2013, một đề xuất sửa đổi hiến pháp để xác định hôn nhân là sự kết hợp giữa một người đàn ông và một người phụ nữ đã không đáp ứng được hai phần ba yêu cầu trong Hội đồng Bắc Macedonia. Vào cuối tháng 6 năm 2014, đảng chính được bầu lại một lần nữa đã đệ trình dự luật, lần này hy vọng rằng đảng đối lập bảo thủ, DPA, sẽ cung cấp các phiếu bầu bổ sung cần thiết để thông qua.
Vào tháng 1 năm 2015, Nghị viện đã bỏ phiếu ủng hộ hiến pháp xác định hôn nhân là sự kết hợp duy nhất giữa một người đàn ông và một người phụ nữ. Ngoài ra, các chính trị gia đã thông qua một sửa đổi để đảm bảo rằng đa số hai phần ba sẽ là cần thiết để điều chỉnh hôn nhân, gia đình và đoàn thể dân sự. Phần lớn như vậy trước đây chỉ dành riêng cho các vấn đề như chủ quyền và câu hỏi về lãnh thổ. Vào ngày 9 tháng 1, ủy ban quốc hội về các vấn đề hiến pháp đã phê chuẩn một loạt các sửa đổi, bao gồm giới hạn của hôn nhân và yêu cầu đa số hai phần ba được đưa vào phút chót. Vào ngày 20 tháng 1, các sửa đổi đã được phê chuẩn tại quốc hội với 72 phiếu đến 4. Để những sửa đổi này được thêm vào hiến pháp, một cuộc bỏ phiếu cuối cùng được yêu cầu để phê chuẩn chúng. Phiên họp quốc hội cuối cùng này đã được bắt đầu vào ngày 26 tháng 1 nhưng chưa bao giờ kết thúc, vì liên minh cầm quyền không đạt được đa số 2/3 yêu cầu. Phiên họp quốc hội về các sửa đổi hiến pháp đã diễn ra cho đến cuối năm 2015, do đó sửa đổi đã thất bại.

## Bảo vệ phân biệt đối xử
Từ 2008 đến 2010, những người đồng tính nam, đồng tính nữ và song tính người Macedonia đã được bảo vệ khỏi sự phân biệt đối xử trong lĩnh vực việc làm. Tuy nhiên, vào đầu năm 2010, trong khi sửa đổi luật chống phân biệt đối xử, quốc gia quốc hội đã loại bỏ khuynh hướng tình dục khỏi danh sách các căn cứ được bảo vệ. Không có luật nào bảo vệ công dân LGBT của đất nước khỏi sự phân biệt đối xử hoặc tội ác căm thù do xu hướng tính dục hoặc bản dạng giới của họ. Vào tháng 3 năm 2019, trong 52 phiếu ủng hộ và ba phiếu bỏ phiếu, quốc hội đã thông qua một luật chống phân biệt đối xử mới bao gồm xu hướng tính dục và bản dạng giới, trong số các căn cứ khác.

## Điều kiện sống
Cảnh đồng tính nam trong Bắc Macedonia rất nhỏ. Có một vài cơ sở thân thiện với người đồng tính ở Skopje và một số quán bar tổ chức "đêm đồng tính". Bản thân đất nước chủ yếu bảo thủ xã hội đối với đồng tính luyến ái. Có nhiều báo cáo về sự sỉ nhục công khai, sa thải công nhân và thậm chí là đúc đồng tính thanh thiếu niên trên đường phố do mặc khải về xu hướng tình dục của họ.

### Khảo sát
Một cuộc khảo sát được thực hiện vào năm 2002 bởi  Trung tâm dân quyền và nhân quyền  cho thấy hơn 80% người dân coi đồng tính luyến ái là "một rối loạn tâm thần gây nguy hiểm cho các gia đình". Khoảng 65% trả lời rằng "đồng tính là một tội ác phải chịu án tù."
Phụ nữ nói chung là tự do hơn trong thái độ của họ đối với đồng tính luyến ái hơn nam giới và cư dân nông thôn.

### Tổ chức quyền LGBT
Có ba tổ chức chính và một trung tâm hỗ trợ hoạt động trong lĩnh vực quyền LGBT:
LGBT United (Macedonian: ЛГБТ Јунајтед) là một tổ chức được thành lập gần đây hoạt động để bảo vệ quyền LGBT ở trong nước. Nó đã tổ chức tuần tự hào đầu tiên tại Skopje vào cuối tháng 6 năm 2013 cùng với Liên minh "Quyền tình dục và sức khỏe của các cộng đồng bị thiệt thòi". Chương trình chủ yếu bao gồm phát sóng Phim có chủ đề LGBT.
EGAL (Macedonian: ЕГАЛ) là tổ chức lâu đời nhất làm việc trong lĩnh vực sức khỏe đồng tính nam / nữ. Đây cũng là một trong những người ủng hộ chính của liên hoan phim Dzunitsa trong đó cho thấy các bộ phim theo chủ đề LGBT.
Liên minh "Quyền tình dục và sức khỏe của các cộng đồng cận biên" (Macedonian: Коалиција „Сексуални и здравствени права на маргинализираните заедници") hoạt động một phần trong khu vực quyền LGBT và tổ chức các sự kiện khác nhau để thúc đẩy bình đẳng. Nó đã làm việc để tổ chức Tuần lễ tự hào Skopje năm 2013.
LGBTI Support Center – (Macedonian: ЛГБТИ Центар за поддршка) là một công ty con của Ủy ban Nhân quyền Cộng hòa Macedonia tại Skopje hoạt động trong việc thay đổi địa vị pháp lý và xã hội của người  LGBTI ở Bắc Macedonia thông qua tăng cường cộng đồng, vận động và trợ giúp pháp lý miễn phí.

### Báo cáo quốc gia về thực tiễn nhân quyền năm 2012
Theo Báo cáo quốc gia về thực tiễn nhân quyền của Hoa Kỳ cho Bắc Macedonia vào năm 2012, cộng đồng LGBT bị định kiến và quấy rối bởi xã hội, truyền thông và chính phủ. Báo cáo nêu:
"Các nhà hoạt động đại diện cho quyền của các cá nhân LGBT đã báo cáo các sự cố về định kiến xã hội, bao gồm quấy rối và sử dụng ngôn ngữ xúc phạm, bao gồm cả trên các phương tiện truyền thông và từ chính phủ. Vào tháng 11, Trung tâm LGBTI của Ủy ban Helsinki đã bị phá hoại và hai nhà hoạt động đã bị tấn công trong khi treo biển hiệu cho sự tuần hành của sự khoan dung"

## Bảng tóm tắt
| Hoạt động tình dục đồng giới hợp pháp                                                                                       | (Từ năm 1996) |
| Độ tuổi đồng ý | (Từ năm 1996) |
| Luật chống phân biệt đối xử chỉ trong việc làm                                                                              | (Từ năm 2019) |
| Luật chống phân biệt đối xử trong việc cung cấp hàng hóa và dịch vụ                                                         | (Từ năm 2019) |
| Luật chống phân biệt đối xử trong tất cả các lĩnh vực khác (bao gồm phân biệt đối xử gián tiếp, ngôn từ kích động thù địch) | (Từ năm 2019) |
| Luật chống phân biệt đối xử liên quan đến bản dạng giới                                                                     | (Từ năm 2019) |
| Hôn nhân đồng giới | No            |
| Công nhận các cặp đồng giới                                                                                                 | No            |
| Con nuôi của các cặp vợ chồng đồng giới                                                                                     | No            |
| Con nuôi chung của các cặp đồng giới                                                                                        | No            |
| Người đồng tính nam và đồng tính nữ và song tính được phép phục vụ công khai trong quân đội                                 | Yes           |
| Quyền thay đổi giới tính hợp pháp                                                                                           | No            |
| Truy cập IVF cho đồng tính nữ                                                                                               | No            |
| Mang thai hộ cho các cặp đồng tính nam                                                                                      | No            |
| NQHN được phép hiến máu | No            |